# Артур Бразіліано Мая
Артур Бразіліано Мая (порт. Arthur Maia, 13 жовтня 1992, Масейо — 28 листопада 2016, Ла-Уніон) — бразильський футболіст, що грав на позиції півзахисника.

## Ігрова кар'єра
У дорослому футболі дебютував 2013 року виступами за команду клубу «Віторія» (Салвадор), в якій того року взяв участь у 12 матчах чемпіонату. Пізніше провів у складі команди ще 4 матчі, а весь інший час виступав за різні клуби на правах оренди.
Зокрема, з 2013 по 2016 рік грав у складі команд клубів «Жоїнвіль», «Америка Мінейру», «Фламенго», «Кавасакі Фронталє» та «Шапекоенсе».
Загинув 28 листопада 2016 року в авіакатастрофі в Колумбії, яка забрала життя майже всього складу клубу і тренерського штабу клубу в повному складі. Команда летіла на перший фінальний матч ПАК 2016 з «Атлетіко Насьоналем».